# Aplanochytrium
Aplanochytriidae
Famille
Genre
Classification MycoBank
Genre
Aplanochytrium, unique représentant de la famille des Aplanochytriidae, est un genre de protistes de l'embranchement des Bigyra, de la classe des Labyrinthulea et de l’ordre des Thraustochytrida.

## Étymologie
Le nom Aplanochytrium est composé du préfixe aplano-, (du grec ancien ἀπλανής / aplanis, « immobile »), et du suffixe chytr- (du grec χυτρ / chytr, « vase d'argile, pot de terre »), en référence aux spores circulaires et dépourvues de flagelle donc immobiles, appelées « aplanospores », que produit cet organisme.

## Description
Aplanochytrium a des sporanges globuleux ou subglobuleux, sessiles ou libres. Il émet aussi un système rhizoïdal étendu, ramifié, exobiotique et endobiotique. Uniquement des spores dites « aplanospores » sont formées.
Le genre Aplanochytrium est très similaire au genre Thraustochytrium (famille des Thraustochytriidae), mais il s’en distingue par le fait que ses spores ne deviennent jamais flagellées. En d'autres termes, Aplanochytrium ne produit pas de zoospores. 
Aplanochytrium ressemble aussi beaucoup aussi au genre Dermocystidium (en) Goldstein et Moriber (1966), mais il en diffère car il forme des rhizoïdes et est capable d'utiliser le pollen de pin comme substrat. 

## Habitat et répartition
Le genre Aplanochytrium et son espèce type Aplanochytrium kerguelensi ont été découverts au sud de l'océan Indien dans les eaux froides des îles Kerguellen, lesquelles donnent l'épithète spécifique à l'espèce.

## Liste des espèces
Selon le World Register of Marine Species (14 octobre 2023) :
- Aplanochytrium haliotidis (S.M. Bower) C.A. Leander & D. Porter, 2000
- Aplanochytrium kerguelense Bahnweg & Sparrow, 1972
- Aplanochytrium minuta (S.W. Watson & Raper) C.A. Leander & D. Porter, 2000
- Aplanochytrium stocchinoi Andreoli & Moro, 2003
- Aplanochytrium yorkensis (F.O. Perkins) C.A. Leander & D. Porter, 2000

Selon MycoBank (14 octobre 2023) :
- Aplanochytrium haliotidis (S.M. Bower) C.A. Leander & D. Porter, 2000
- Aplanochytrium kerguelense Bahnweg & Sparrow, 1972
- Aplanochytrium minuta (S.W. Watson & Raper) C.A. Leander & D. Porter, 2000
- Aplanochytrium saliens (J.A. Quick) C.A. Leander & D. Porter, 2000
- Aplanochytrium schizochytrops (J.A. Quick) C.A. Leander & D. Porter, 2000
- Aplanochytrium stocchinoi Andreoli & Moro, 2003
- Aplanochytrium thais (B.A. Cox & Mackin) C.A. Leander & D. Porter, 2000
- Aplanochytrium yorkensis (F.O. Perkins) C.A. Leander & D. Porter, 2000

## Systématique
Le nom valide Aplanochytrium a été publié en 1972 par les mycologues américains Günther Bahnweg et Frederick Kroeber Sparrow (en). Ce genre relève à la fois du CINB et du CINZ. MycoBank (14 octobre 2023) le classe ainsi dans la famille des Thraustochytriaceae tandis que le World Register of Marine Species (14 octobre 2023) le place comme unique genre de la famille des Aplanochytriidae, dont le nom a été publié en 2012 par le systématicien britannique Thomas Cavalier-Smith.

## Publications originales
Genre Aplanochytrium :
- (en) Günther Bahnweg et Frederick K. Sparrow, « Aplanochytrium kerguelensis gen. nov. spec. nov., a new phycomycete from subantarctic marine waters », Archiv für Mikrobiologie, vol. 81, no 1,‎ 1er mars 1972, p. 45–49 (ISSN 1432-072X, DOI 10.1007/BF00715023, lire en ligne  [PDF], consulté le 14 octobre 2023)

Famille des Aplanochytriidae :
- (en) O. Roger Anderson et Thomas Cavalier-Smith, « Ultrastructure of Diplophrys parva, a New Small Freshwater Species, and a Revised Analysis of Labyrinthulea (Heterokonta) », Acta Protozoologica, Wydawnictwo Uniwersytetu Jagiellońskiego (d), vol. 51, no 4,‎ 14 janvier 2013, p. 291-304 (ISSN 0065-1583 et 1689-0027, DOI 10.4467/16890027AP.12.023.0783, lire en ligne).